# 低放射性废物

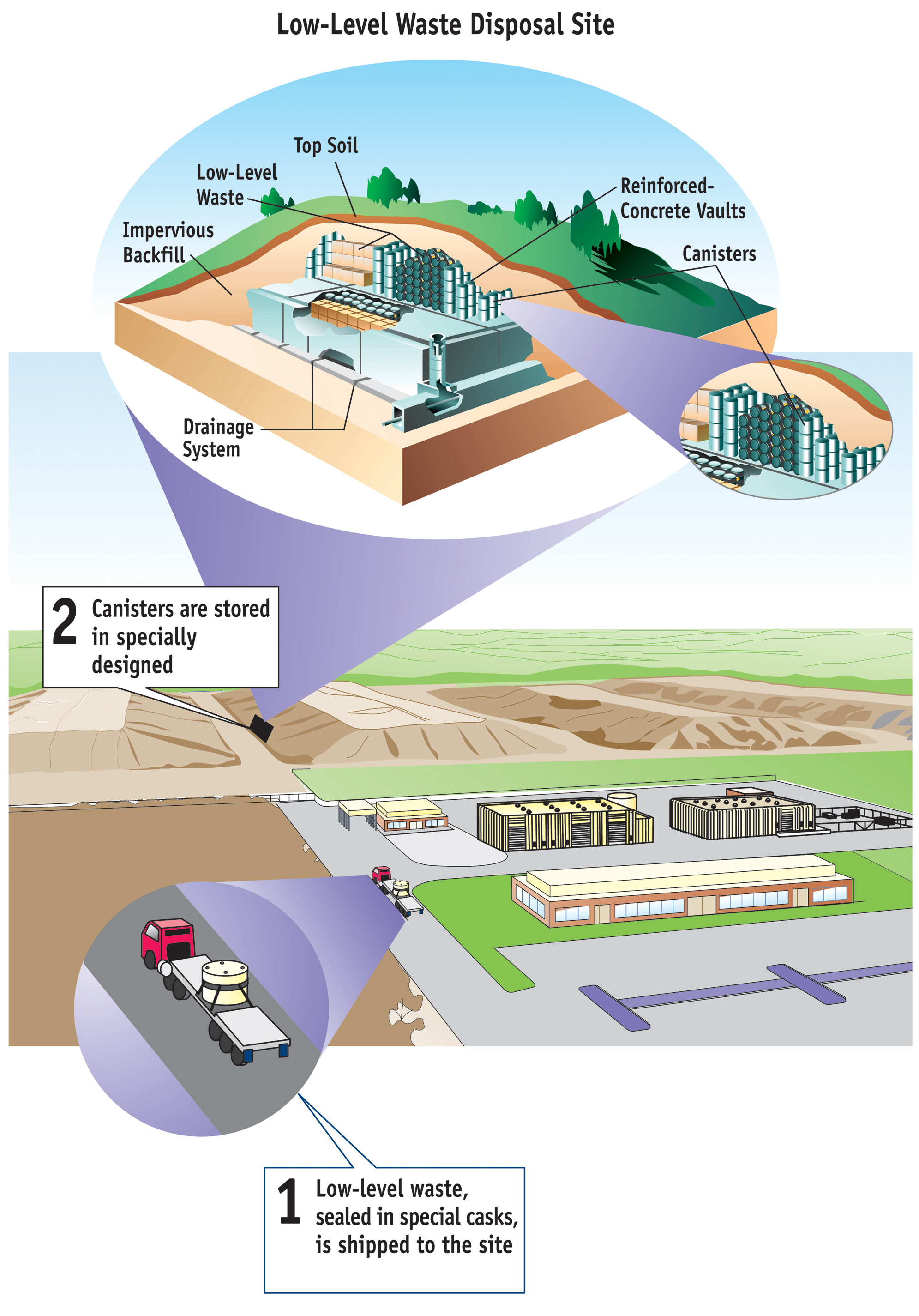
美国核能管理委员会一個低放射性废物處理設施的示意圖。

低放射性廢物（英語：Low-level waste，縮寫：LLW）是除中等放射性廢物、高放射性廢物、乏燃料、超鈾元素廢料以及濃縮鈾工廠邊角料（uranium mill tailings）之外所有放射性核廢料的總稱。如果低放射性廢物同其他有害化學品混在一起，則在處理、儲藏和廢棄處置時必須同時滿足低放射性廢物和有害化學品的監管要求。在技術上，各國對低放射性廢物的放射性有不同的數值定義。國際原子能機構提供劃分方面的指導。

## 廢棄處置

### 澳大利亞
澳大利亞沒有核工業，其主要放射性廢物來源是教育研究機構、工業和醫療設施。該國正在準備建立一個國家級低放射性廢物和短壽命中等放射性廢物的處理厰，目前處於選址階段。西澳已經建立了一個低放射性廢物處理厰，稱爲“棘手廢物處理厰”（Intractable Waste Disposal Facility）。在全國範圍内，國家衛生及醫學研究委員會（The National Health and Medical Research Council）負責實施《澳大利亞淺地下放射性廢物處理規則》（Code of Practice for the Near-surface Disposal of Radioactive Waste in Australia）。此規定將低放射性廢物分爲四類，分別是A、B、C和S級。其中S級不適合淺地表填埋。在西澳，放射性廢料還受到該州1975年通過的《放射性安全法案》（Radiation Safety Act 1975）的監管。

### 比利時
比利時放射性廢物管理局（Belgian Agency for Radioactive Waste Management，ONDRAF/NIRAS）全權負責比利時的低放射性廢物處理。其摩爾-德塞爾（Mol-Dessel）臨時處理廠一直在用淺地下填埋的方法處理核廢料。一個永久性的低放射性廢物處理厰將於2004年完工，總容量為6萬到10萬立方米，每年可接受1000立方米低和極低放射性廢物。該國低放射性廢物主要來自核電站，以及核燃料生產、醫用放射性核素和教育科研領域。

### 加拿大
加拿大自然資源部（Natural Resources Canada）負責制定該國的核能政策和核廢料處理政策。具體實施核廢料處理監管的部門稱爲原子能控制理事會（Atomic Energy Control Board），執行聯邦《原子能控制法案》。該理事會的監管指導方針R-104表明，任何核廢物處理廠造成致死性癌症和重大遺傳變異的機率在一百萬人中應該小於每年一人。該規章中對低放射性廢物沒有明確條款，但為行政方便把低放射性廢物粗分爲兩大類：連續性不斷產生的廢物和歷史遺留廢物。

### 捷克
目前捷克共和國有兩個相互獨立的放射性廢物處理機構。國家參股的合股公司放射性廢物處理公司（ARAO）負責處理所有核電站燃料循環以外的放射性廢物。該公司擁有兩個處理廠，理查德（Richard）和布拉曲絲特維（Bratrství）。另外一個CEZ專門負責核電站的放射性廢物處理，擁有一個杜科万尼（Dukovany）處理廠。該國正在考慮修法，將放射性廢物處理的責任全部由國家接管，並成立一個統一的部門監管廢物處理。

### 芬蘭
芬蘭有兩處主要核廢物設施：奧爾基洛托和洛維薩处理厰。前者為公私合營，後者為國立機構。奧爾基洛托的容量為低放射性廢物4960立方米，中等放射性廢物3472立方米，每年可以接受廢物224立方米。洛維薩的總總容量低放射性廢物2400立方米，中等放射性廢物3000立方米。該國的監管機構為貿易與工業部（Ministry of Trade and Industry）和芬蘭輻射和核安全中心（Finnish Centre for Radiation and Nuclear Safety）。芬蘭輻射和核安全中心負責制定放射性廢物處理政策。建立和運營核設施的執照則有該國國務委員會頒發。芬蘭把放射性廢物分爲三類：運營廢物（中、低低放射性廢物）、乏燃料 和核電站除役廢物（中、低低放射性廢物）。

### 法國
法國工業與環境部下的核設施安全指導局（Directorate for the Safety of Nuclear Installations）負責實施和安全政策與法規。半衰期短於30年的β和γ輻射源可以地表處置。極低放射性的α輻射源可與淺地下儲藏所儲存。法國國家放射性管理局（French national radioactivity management agency）負責兩個處理廠的運營：勞貝（L’Aube）和拉曼切（La Manche）。兩處均為淺地下處理廠。

### 德國
德國核廢物處理的主要監管機構是聯邦輻射防護辦公室（Federal Office for Radiation Protection，BfS）。目前德國的低放射性廢物主要處理場所是位于萨克森－安哈尔特的莫斯雷本放射性廢物儲存所（repository for radioactive waste Morsleben）和位于下萨克森的康拉德鹽礦（Schacht Konrad）。二者前身均是廢棄的鹽礦。目前德國正在研究格爾雷本（Gorleben）作爲高放射性廢物儲存所的可能性。在德國分類中，S1和S2為低放射性廢物，S3-S5為中等放射性廢物。

### 日本
日本管理核能研究、開發和利用的基本框架由《原子能基本法》確立，核能委員會（Atomic Energy Commission）負責制定和實施該國的核能政策、戰略和廢物處理。日本管理廢物處理的機構是私立的日本核燃料有限公司（Japan Nuclear Fuel Limited）。該公司運營兩個處理廠，分別是位於青森縣六所村的一號廠和二號廠。每個處理廠的容量都是4萬立方米，每年能接受5千立方米廢物。

### 美國

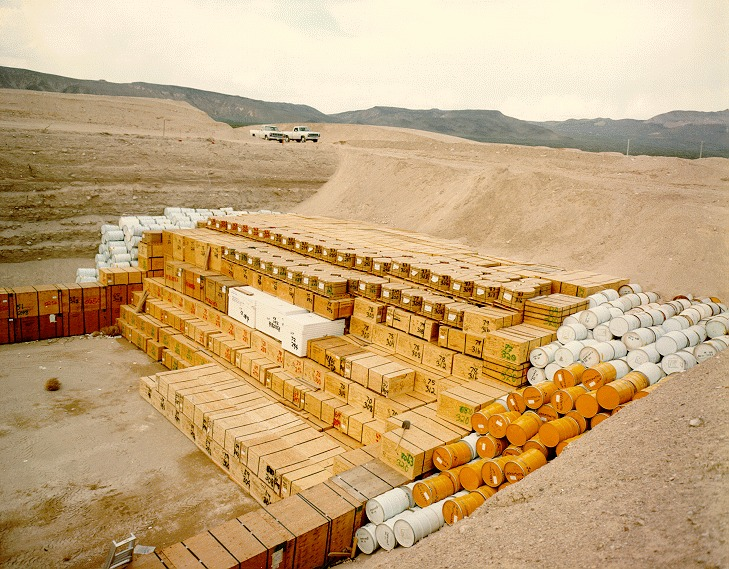
美國内華達國家安全區（Nevada National Security Site）的低放射性廢物處置坑。

在美國，根據對低放射性廢物的所有權不同，其廢棄處置受到不同的監管。但是美國所有核設施，不管是發電廠還是廢物處理廠，都受到美国核能管理委员会（NRC）的監管。目前美國共有三個獨立低放射性廢物處理廠，分別位于南卡羅萊納州的巴恩韦尔、猶他州的克里夫（Clive）和華盛頓州的里奇兰。前二者由能源解決方案公司（EnergySolutions）運營，後者由美國生態公司（U.S. Ecology）負責經營。巴恩韦尔和里奇兰處理廠接受A到C級低放射性廢物，克里夫處理廠只接受A級低放射性廢物。美國能源部經營著若干低放射性廢物處理廠，其中比較重要的有漢福德區、薩瓦那河區（Savannah River Site）、内華達州國家安全區（即原來的内華達核試驗場）、洛斯阿拉莫斯国家实验室、橡樹嶺國家實驗室和愛達荷國家實驗室。
美国核能管理委员会負責執行《美國聯邦法規》（Code of Federal Regulations）中的“廢物分類法”（10 C.F.R. § 61.55 Waste Classification ，見下表）。此表中並未包括上述處理廠中處置的所有可能同位素，而只是那些可能需要長期監管、安全隱患最大的同位素。低放射性廢物分爲三大類，分別為A、B和C。其中A級為放射性最弱，C級為放射性最強。A級低放射性廢物可於地表儲存，B級和C級則必須埋藏，以C級埋藏深度最深。
在《美國聯邦法規》10 C.F.R. § 20.2002中，美国核能管理委员会有權利允許某些廢物自由棄置，但將對每一個個案進行審議。如果廢物的放射性低於1毫雷姆/年，一般可以和普通垃圾一起送進垃圾填埋場。常見的此類低放射性廢物包括含有鐳的夜光表和含有鎇的煙霧報警器。
| 放射性核素                         | A級（居里/立方米） | B級（居里/立方米） | C級（居里/立方米） |
| ---------------------------------- | ------------------ | ------------------ | ------------------ |
| 所有半衰期短於5年的核素            | 700                | 無上限             | 無上限             |
| 氚                                 | 40                 | 無上限             | 無上限             |
| 鈷-60                              | 700                | 無上限             | 無上限             |
| 鎳-63                              | 3.5                | 70                 | 700                |
| 活化金屬中的鎳-63                  | 35                 | 700                | 7000               |
| 鍶-90                              | 0.04               | 150                | 7000               |
| 銫-137                             | 1                  | 44                 | 4600               |
| 碳-14                              | 0.8                |                    | 8                  |
| 活化金屬中的C-14                   | 8                  |                    | 80                 |
| 活化金屬中的鎳-59                  | 22                 |                    | 220                |
| 活化金屬中的鈮-94                  | 0.02               |                    | 0.2                |
| 鍀-99                              | 0.3                |                    | 3                  |
| 碘-129                             | 0.008              |                    | 0.08               |
| 具α輻射性且半衰期超過5年的超鈾元素 | 10 納居里/克       |                    | 100 納居里/克      |
| 鈈-241                             | 350 納居里/克      |                    | 3500 納居里/克     |
| 鋦-242                             | 2000 納居里/克     |                    | 20000 納居里/克    |

### 延伸閲讀
- Fentiman, Audeen W. and James H. Saling.  Radioactive Waste Management.  New York: Taylor & Francis, 2002. Second ed.
- Jorge L. Contreras, "In the Village Square: Risk Misperception and Decisionmaking in the Regulation of Low-Level Radioactive Waste", 19 Ecology Law Quarterly 481 (1992) (SSRN （页面存档备份，存于）)

## 外部連結
- NRC description of low-level waste （页面存档备份，存于）